# Bông cải xanh
Bông cải xanh (hoặc súp lơ xanh, cải bông xanh, Broccoli) là một loại cây thuộc loài Cải bắp dại, có hoa lớn ở đầu, thường được dùng như rau. Bông cải xanh thường được chế biến bằng cách luộc hoặc hấp, nhưng cũng có thể được ăn sống như là rau sống trong những đĩa đồ nguội khai vị.

## Dinh dưỡng

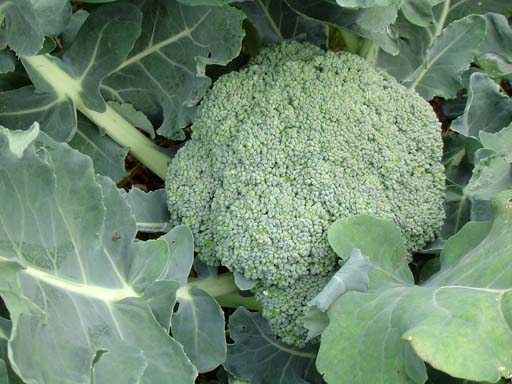
Bông cải xanh

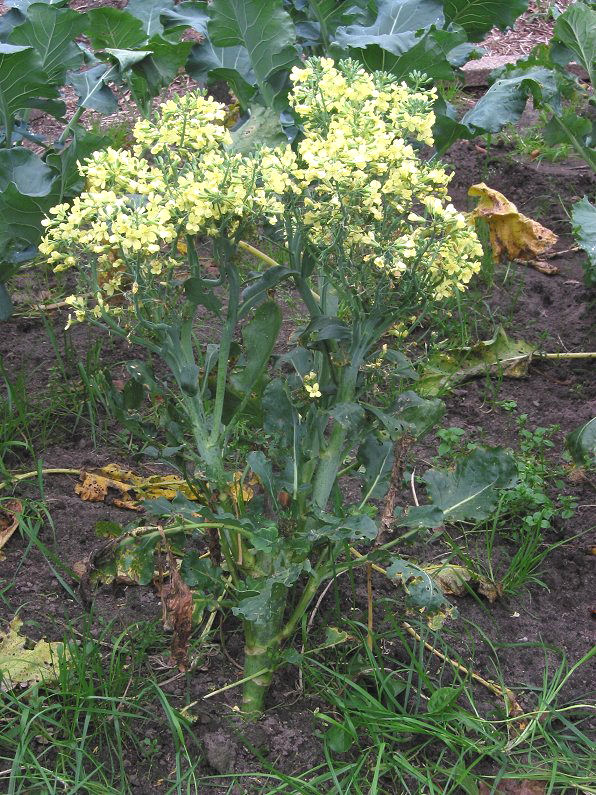
Cây bông cải xanh nở hoa

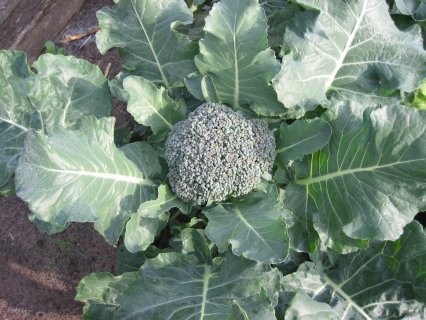
Bông cải xanh

Bông cải xanh có chứa nhiều Vitamin A, Vitamin C, Vitamin K, chất xơ , Quercetin. Nó cũng chứa nhiều chất dinh dưỡng có khả năng chống ung thư như Myrosinase, Sulforaphane, Di-indolyl mêtan và một lượng nhỏ selen.

## Tác dụng chữa bệnh

### Viêm xương khớp
Một nghiên cứu của Anh cho thấy bông cải xanh có chứa một hợp chất gọi là Sulforaphane có thể giúp chống lại viêm xương khớp (osteoarthritis) - sulforaphane có thể chặn các enzyme phá hủy sụn bằng cách chặn một phân tử gây viêm.

### Chống oxy hóa
Bông cải xanh vẫn được biết đến là có thành phần chống ung thư, ngoài ra chính nó còn giúp cải thiện hệ miễn dịch ở người già và làm chậm quá trình lão hóa. Sulforaphane có khả năng hoạt hóa những gene và enzyme chống oxy hóa trong tế bào miễn dịch. Những thành phần này sẽ ngăn các gốc tự do hủy hoại tế bào. Tiến trình chuyển hóa trong cơ thể sinh ra các sản phẩm phụ là gốc tự do, nếu không ngăn ngừa hoạt động của gốc tự do này có thể gây tổn hại mô dẫn tới bệnh tật và sự lão hoá.

### Bệnh tim mạch vành
Nghiên cứu thành phần hóa học trong bông cải xanh tại trường Đại Học Y Khoa Warwick đã phát hiện hợp chất sulforaphane đã làm cho cơ thể tăng cường hình thành các enzyme bảo vệ các mạch máu, giảm các loại phân tử gây tổn hại tế bào. Chất sulforaphane có trong bông cải xanh có thể chống lại sự phát triển bệnh mạch máu do tiểu đường.
Kết quả nghiên cứu trên động vật của trường Đại Học Connecticut cho thấy, những động vật ăn bông cải xanh cải thiện được chức năng tim và ít bị tổn thương về cơ tim hơn khi thiếu oxy. Các nhà nghiên cứu cho rằng những lợi ích của bông cải xanh chính là việc nó bổ sung các chất mà giúp tăng cường các protein bảo vệ tim có tên là thioredoxin. Một chế độ ăn nhiều bông cải xanh sẽ mang lại lợi ích cho tim mạch.

### Đau bao tử
Thử nghiệm trong phòng thí nghiệm cho thấy, thành phần sulforaphane trong bông cải xanh và mầm của nó có thể tiêu diệt vi khuẩn helicobacter pylori (HP) đây là loại vi khuẩn chính gây loét dạ dày và phần lớn tác nhân gây ung thư ở đây.  Khi nghiên cứu trên chuột, các nhà khoa học tại Đại Học Johns Hopkins phát hiện thấy, sulforaphane tiêu diệt được cả vi khuẩn HP vẫn kháng lại kháng sinh thông thường. Hóa chất này có thể tìm và diệt vi khuẩn nằm ngoài lẫn nằm trong tế bào. Điều này rất quan trọng vì thông thường, HP hay nằm trong các tế bào lót của niêm mạc dạ dày, khiến bệnh khó lành. Hàm lượng sulforaphane được dùng trong thí nghiệm có thể nhận thấy được bằng cách ăn bông cải xanh hay mầm của nó.

### Ung thư
Khi không nấu chín, loại thực phẩm này chứa một lượng nhỏ chất có khả năng bảo vệ DNA trước sự tấn công của các enzyme oxy hóa - tác nhân gây ung thư. Đây là thành quả nghiên cứu mới nhất của Đại Học Illinois. Khi nhai, các tế bào bông cải xanh bị đứt gãy và giải phóng một loại enzyme đặc biệt. Nhờ enzyme này, một chất hóa học gọi là sulphoraphanes được hình thành. Một số phân tử hợp chất mới này được gắn thêm một nguyên tử sulphur, có tác dụng hoạt động cơ chế đối kháng các độc tố sinh ung thư. Bên cạnh đó, trong bông cải xanh còn có thêm protein ESP với nhiệm vụ tạo ra sự cân bằng cho các sulphoraphane kém sulphur.
- Ung thư dạ dày: tiêu diệt vi khuẩn helicobacter pylori (HP) đây là loại vi khuẩn chính gây loét dạ dày và phần lớn tác nhân gây ung thư ở đây.
- Ung thư da: Bảo vệ làn da của bạn chống lại các tác động của tia cực tím - bông cải xanh có thể giúp ngăn ngừa ung thư da, không ăn nó mặc dù, nhưng bằng cách áp dụng nó trực tiếp lên da. Một bài viết trong Kỷ yếu của Viện hàn lâm Khoa học phát hiện ra rằng các tác hại của bức xạ tia UV (tia cực tím) có thể được giảm đáng kể với việc bôi tại chỗ chiết xuất bông cải xanh.[13]
- Ung thư bàng quang: Các nghiên cứu tại Đại Học Ohio State và Đại Học Harvard cho biết: một nhóm chất từ bông cải xanh có khả năng ngăn ngừa và làm chậm phát triển của bệnh ung thư bàng quang. Nghiên cứu cho biết những người ăn từ 2 bữa bông cải xanh mỗi tuần có tỷ lệ mắc ung thư bàng quang thấp hơn 44% so với những người ăn không quá 1 bữa/tuần.  Hợp chất này có tên là glucosinolate từ mầm bông cải xanh. Trong quá trình thái nhỏ, nhai và tiêu hóa, chất này sẽ chuyển thành chất isothiocyanate, có vai trò ngăn ngừa ung thư. Thử nghiệm trong phòng thí nghiệm, isothiocyanate ngăn chặn phát triển của các tế bào ung thư bàng quang.[14]

## Cách chế biến
Bông cải xanh là món ăn ưa thích, tuy nhiên khi chế biến bông cải xanh ở nhiệt độ cao, nhiều nghiên cứu đã cho thấy những thành phần vitamin đặc biệt là nhóm chất có tác dụng ngăn ngừa ung thư bị giảm. Lý do là  nhiệt độ cao sẽ làm mất hoạt tính của các enzyme và chất ESP, làm mất cân bằng của sulforaphane. Hơn nữa, lượng sulforaphane có đính thêm Sulphur trong bông cải xanh rất nhỏ, chỉ chiếm khoảng 20 % tổng số sulphoraphanes và rất dễ bị vô hiệu hóa. Các thành phần còn lại không có đủ nguyên tố Sulphur hữu ích, nên không có khả năng kháng bệnh.
Các nhà nghiên cứu so sánh cách nấu bằng luộc, lò vi sóng và hấp bông cải xanh, và thấy rằng hấp bông cải xanh trong năm phút là cách tốt nhất để giữ lại enzyme myrosinase (một loại enzyme có trong bông cải xanh giúp làm sạch chất gây ung thư trong gan) của nó. Cách luộc và hâm bằng lò vi sóng bông cải xanh trong một phút hoặc nhiều hơn đã phá hủy phần lớn các enzyme, theo Elizabeth Jeffery, một nhà nghiên cứu tại Đại học Illinois tại Urbana-Champaign.
Hiện nay xu hướng dùng bông cải xanh trong bữa ăn như salad trộn không qua nấu chín đang là cách ẩm thực phổ biến và khoa học, có lẽ đây là cách đảm bảo nguyên vẹn thành phần dinh dưỡng có lợi và bảo vệ sức khỏe.

## Sản xuất

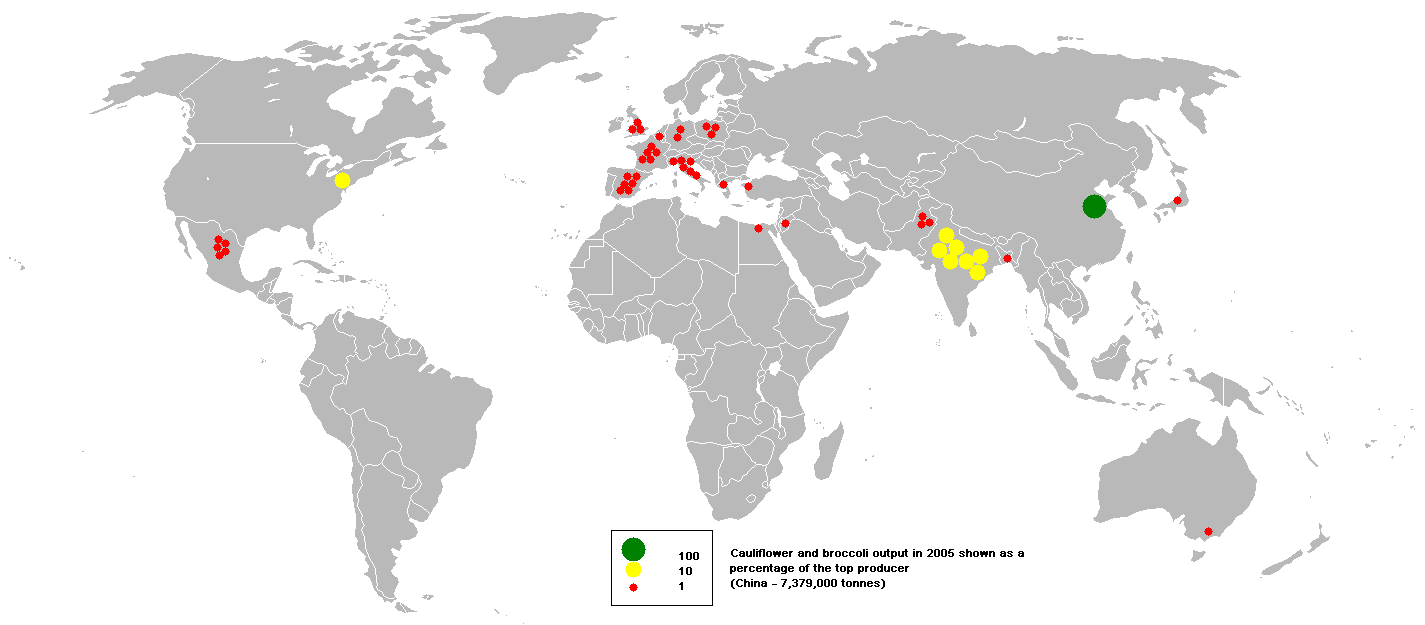
Bản đồ sản lượng súp lơ và bông cải xanh năm 2005

Ở Bắc Mỹ, bông cải xanh chủ yếu được trồng ở California. Theo mùa, mức giá vận chuyển trung bình cho súp lơ vào năm 2004 là 33 đô-la Mỹ cho mỗi 100 cân pao (hay 0,73 đô cho 1 kg) theo Dịch vụ Thống Kê Nông nghiệp Quốc gia, USDA.
| Tốp 10 nước sản xuất súp lơ và bông cải xanh — 11 tháng 6 năm 2008 | Tốp 10 nước sản xuất súp lơ và bông cải xanh — 11 tháng 6 năm 2008 | Tốp 10 nước sản xuất súp lơ và bông cải xanh — 11 tháng 6 năm 2008 |
| Quốc gia                                                           | Sản lượng (tấn)                                                    | Ghi chú                                                            |
| ------------------------------------------------------------------ | ------------------------------------------------------------------ | ------------------------------------------------------------------ |
| Trung Quốc                                                         | 8.585.000                                                          | F                                                                  |
| Ấn Độ                                                              | 5.014.500                                                          |                                                                    |
| Hoa Kỳ                                                             | 1.240.710                                                          |                                                                    |
| Tây Ban Nha                                                        | 450.100                                                            |                                                                    |
| Ý                                                                  | 433.252                                                            |                                                                    |
| Pháp                                                               | 370.000                                                            | F                                                                  |
| México                                                             | 305.000                                                            | F                                                                  |
| Ba Lan                                                             | 277.200                                                            |                                                                    |
| Pakistan                                                           | 209.000                                                            | F                                                                  |
| Anh Quốc                                                           | 186.400                                                            |                                                                    |
| Thế giới                                                           | 19.107.751                                                         |                                                                    |
| F = Ước tính của FAO                                               |                                                                    |                                                                    |